# Mola di Bari
Mola di Bari (usualmente Mola, Màule in dialetto locale) è un comune italiano di 24 139 abitanti della città metropolitana di Bari in Puglia. Rifondata da Carlo I d'Angiò nel 1277 su un insediamento più antico, sorge lungo la costa del mare Adriatico 20 km a sud-est del capoluogo. Il suo porto peschereccio è tra i più importanti della regione.

## Geografia fisica
La superficie comunale, di 50,72 km2, è racchiusa fra il mare Adriatico e i comuni di Bari, Noicattaro, Rutigliano, Conversano e Polignano a Mare.

### Orografia
Il territorio comunale presenta le caratteristiche orografiche della Terra di Bari, con un andamento pianeggiante o lievemente ondulato e un unico salto marcato di quota a circa 4 km dalla costa, in corrispondenza del primo gradone premurgiano (la Serra). I picchi altimetrici non superano comunque i 140 metri s.l.m. delle contrade San Materno, Brenca e Pozzovivo.
La costa, bassa e rocciosa, corre per 10,7 km secondo la direttrice nord-ovest sud-est e presenta un andamento pressoché rettilineo con l'eccezione della piccola penisola rocciosa (la Terra) corrispondente al primo nucleo dell'insediamento abitato, all'altitudine della quale si riferisce quella ufficiale del comune (5 metri s.l.m.).

### Geologia
Lungo la fascia costiera affiorano depositi dunari di era quaternaria, indicati in cartografia come tufi delle Murge e costituiti da calcareniti bianco-gialline piuttosto friabili, con presenza di fossili.
Nell'interno, il suolo è invece contraddistinto dalla stratificazione di formazioni calcaree e calcarodolomitiche di era mesozoica, quali il calcare di Bari (di periodo giurassico superiore-turoniano, costituito da un'alternanza di calcilititi e calcareniti) e il calcare di Mola (di periodo cenomaniano superiore-turoniano inferiore, costituito da calcari detritici).

### Idrografia
Dal punto di vista idrografico, il territorio molese è solcato perpendicolarmente alla linea di costa da diverse lame. Quella di sant'Antonio (o sant'Onofrio) è l'unica lama urbana conservatasi, sebbene canalizzata nel suo ultimo tratto. La lama di san Giuseppe, alla periferia dell'abitato, è la prima del più regolare sistema di lame che segna la parte sud-orientale del territorio molese. Tra queste si impone la gravina di Monsignore che più a monte, in territorio di Conversano, forma una gola profonda alcune decine di metri.
Assenti gli specchi d'acqua permanenti, all'estremità sud-orientale del territorio comunale sono tuttavia presenti alcune doline prive di inghiottitoio (parte del sistema dei cosiddetti laghi di Conversano) che in presenza di piogge abbondanti si trasformano in piccoli bacini idrici, impiegati in passato per l'irrigazione e indicati nella cartografia del XIX secolo come laghi di Spinazzo o di Denazzo. Non lontana, la grave di Minghiazze, una cavità sotterranea in parte ostruita da detriti, caratterizzata da formazioni stalattitiche a canna d'organo e a fetta di prosciutto. La natura carsica del territorio è attestata anche dalla presenza di diversi inghiottitoi.

## Storia
(Edgardo Noya, storico locale)

### Origini
Diversi reperti ritrovati sia presso l'attuale centro abitato sia nelle vicine contrade di Scamuso e Portone di Ruggiero testimoniano che il territorio di Mola è stato popolato a partire dal Neolitico.
Restano tuttavia contraddittorie le testimonianze di una fondazione greca o romana: in favore della prima ipotesi vi sono i ritrovamenti di alcune monete, andate poi disperse, e di un antico stemma in pietra raffigurante la civetta simbolo di Atene incastonato sulle antiche mura del paese. Ad avvalorare l'origine romana si hanno invece una cisterna (fons Julia) e la pavimentazione a mosaico di una villa di età imperiale posta sulla costa a nord dell'abitato, in contrada Paduano o Padovano (già Turris Juliana), nella cui caletta naturale si osservano anche i resti di un piccolo molo in pietra. I suddetti elementi non sembrano tuttavia sufficienti a testimoniare l'esistenza di un centro abitato propriamente detto, quanto piuttosto di un territorio agreste con alcuni insediamenti sparsi.
È certo infatti che tra le città di Bari ed Egnatia, poste lungo l'importante via Appia-Traiana tra Roma e Brindisi, dovevano esservi diverse mansiones, ossia stazioni di posta per il cambio dei cavalli e il riposo dei viandanti, ma le testimonianze classiche (Tabulae e Itinerarii) per tutto il primo millennio dell'era cristiana non citano toponimi riferibili direttamente a Mola o ubicati in corrispondenza dell'attuale centro abitato.

### Alto medioevo
Solo a partire dall'XI secolo in alcuni documenti incominciano a ricorrere i toponimi Maulum, Moles, Maula e infine Mola, che tuttavia non sono accompagnati da appellativi geografici riferibili con chiarezza a un centro urbano.
Nell'area vi era tuttavia una diffusa presenza di piccole comunità umane, che solevano raccogliersi presso le grotte che si aprono ai margini delle molte lame che solcano il territorio molese perpendicolarmente alla linea di costa. Le ragioni di tali insediamenti sono molteplici: le lame, oltre a garantire un apporto sia pure discontinuo di acqua dolce, fungevano da vie di comunicazione e da nascondigli in caso di attacchi di pirati e predoni, offrendo quindi più garanzie rispetto a un agglomerato urbano.
A testimoniare la presenza di comunità rupestri nel territorio di Mola, in una grotta presso la chiesa rurale di San Giovanni Battista, a sud dell'abitato, sino a pochi decenni fa era leggibile un pregevole dipinto murario che riportava la data del 1020.

### La rifondazione angioina

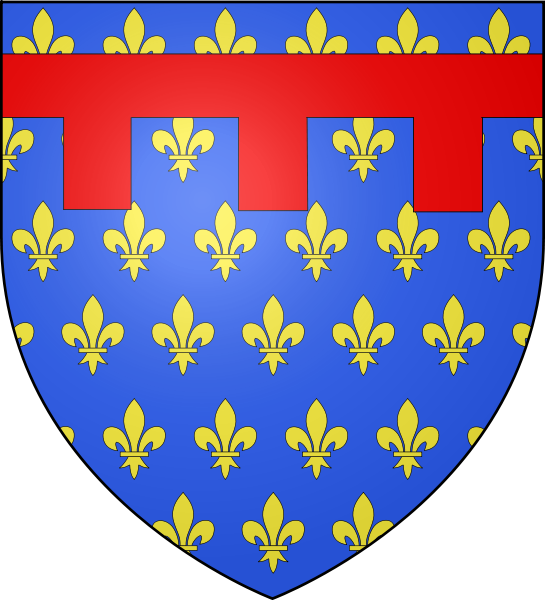
Stemma angioino.

Le testimonianze che attestano la presenza di un centro urbano restano scarse e contraddittorie fino al 6 giugno 1277, quando Carlo I d'Angiò ordinò che si provvedesse a «rendere abitabile quel luogo che si chiama Mola, per la comodità di coloro che si trova[va]no di passaggio ed anche per la sicurezza della costa». Incaricò quindi i regi carpentieri Jean da Toul e Pierre d'Angicourt a sovrintendere all'edificazione della cinta muraria, di un forno e di una chiesa.
L'uso da parte di Carlo I del termine «ricostruzione» lascia intendere che nei decenni precedenti vi era un insediamento, che sarebbe poi stato volontariamente abbandonato dai suoi abitanti oppure distrutto. Le congetture su una distruzione per opera dello stesso Carlo I d'Angiò, nel corso del conflitto che lo vide contrapporsi agli Svevi, non sono tuttavia attestate da testimonianze attendibili. Né sembra suffragata da documenti la notizia, riportata dallo storico settecentesco Pietro Giannone e acriticamente ripresa da molte fonti anche contemporanee, secondo la quale Mola era un porto importante all'epoca delle Crociate.
Tra il 1277 e il 1279, lo stesso Carlo I d'Angiò ordinò la costruzione di un palacium di tre piani e il ripopolamento coatto di Mola con 150 «masnadieri e fuoriusciti» che avevano occupato abusivamente alcune proprietà ecclesiastiche o nobiliari. A ciascuno di loro fu assegnata una porzione di terra all'interno delle mura affinché vi costruissero degli alloggi, e una parte della campagna circostante che avrebbe garantito il loro sostentamento. Presumibilmente a questo periodo va ascritta la realizzazione della rete viaria rurale tuttora visibile, caratterizzata da diversi capodieci, strade che si susseguono parallele tra loro a una distanza regolare di 550 metri, dalla linea di costa per circa 3 km verso l'interno.
Mola passò quindi tra alterne vicende e, salvo il probabile breve dominio feudale di Teseo Macedonio nel 1283, mantenne lo status di città demaniale fino al primo Quattrocento. Secondo alcuni degli storici locali, questo fu un periodo di relativa prosperità per la cittadina, la cui popolazione registrò un significativo aumento. Pressoché indolore fu la calata in Terra di Bari dell'esercito ungherese di Luigi I (1348), cui i molesi dichiararono subito fedeltà, risparmiando il paese dai saccheggi nei quali incorsero i centri vicini.

### XV e XVI secolo
Con il passaggio del regno di Napoli dagli Angioini agli Aragonesi, l'indebitamento della corona determinò la cessione dei beni demaniali in favore dei creditori. Mola perse così lo status di città libera e fu assoggettata a diversi feudatari: i Gesualdo dal 1417, i Maramaldo dal 1436, i Toraldo dal 1464.
Nel 1495 con la discesa in Italia di Carlo VIII di Francia per rivendicare il regno di Napoli, Mola, insieme con altri porti pugliesi, fu ceduta dagli Aragonesi ai Veneziani in cambio di un ingente prestito. La Serenissima detenne a più riprese la città, ma non riuscì mai a espugnare il castello cittadino, che rimase fedele a Napoli. Con il periodo della dominazione veneziana, che si protrasse a più riprese fino al 1530, Mola rafforzò i legami con l'altra sponda dell'Adriatico e registrò un generale progresso economico.
Tornato nuovamente sotto i Toraldo, nel 1563 il feudo di Mola fu venduto all'asta alla famiglia Carafa. Nel 1584 i molesi riuscirono a raccogliere la considerevole somma di 50.000 ducati che permise loro di liberarsi dal giogo feudale per essere soggetti solo al regio demanio. Ben presto però la condizione economica di Antonio Carafa fu tale da imporre di rifondere i creditori attraverso la vendita all'asta del feudo di Mola.

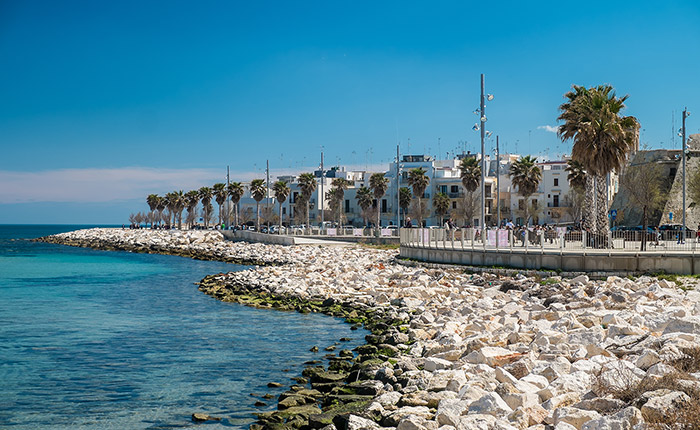
Lungomare Dalmazia

### La dominazione dei Vaaz e l'emancipazione feudale

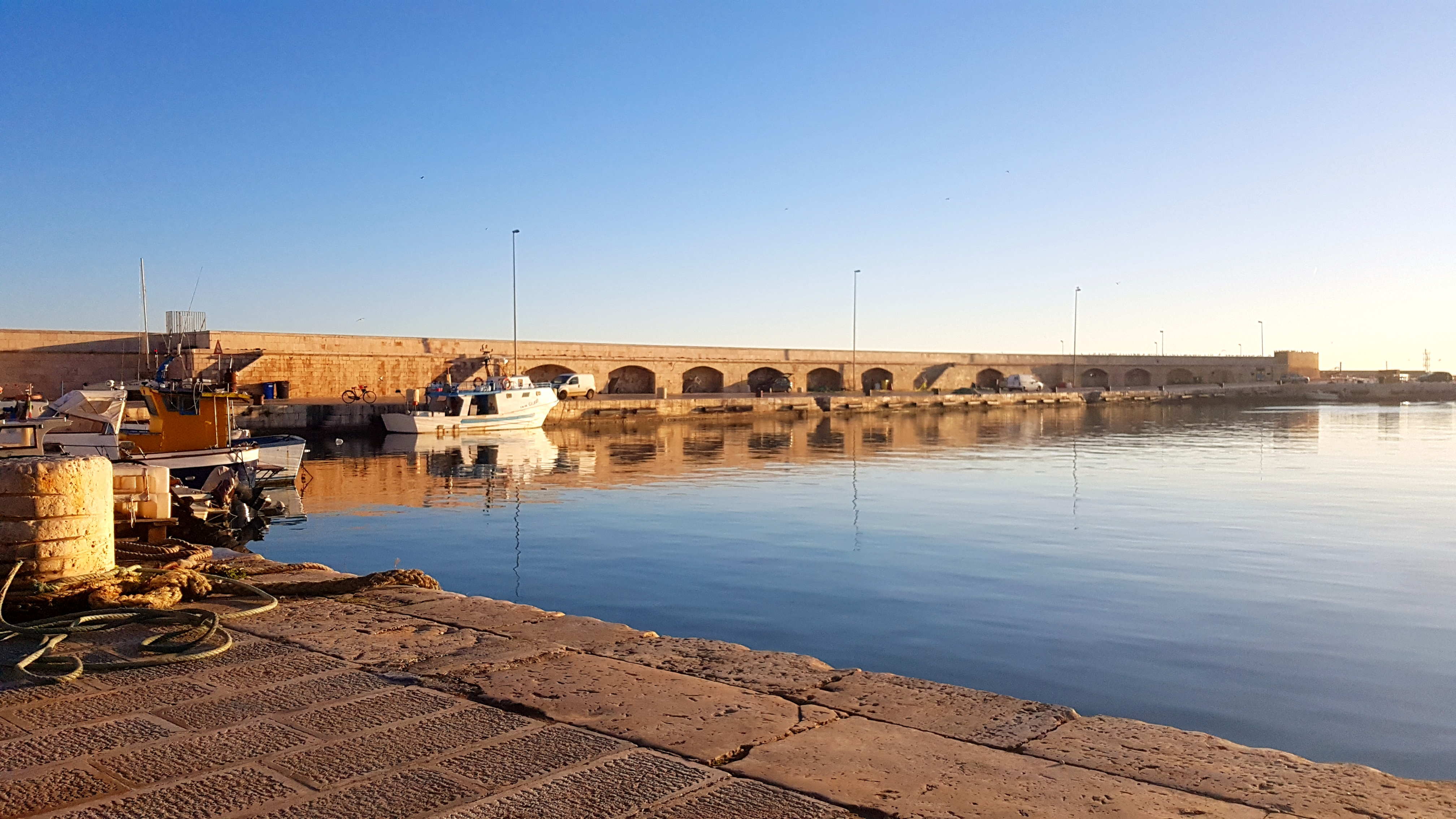
Il novecentesco molo di tramontana nel porto di Mola di Bari

Nel 1609 Mola passò nelle mani di Michele Vaaz, esponente di un'agiata famiglia di mercanti ebraici portoghesi di recente conversione, i Vaaz, giunto nel regno di Napoli nel 1580. Michele era fortemente connesso con la corte del vicereame spagnolo, dove ricoprì diversi incarichi di rilievo, in particolare quello di Consigliere nel Consiglio collaterale di Napoli. L'Università di Mola, che rappresentava gli interessi delle famiglie notabili del luogo, organizzò immediatamente una fiera opposizione al nuovo feudatario, impugnando il decreto del 1584 con il quale Filippo II aveva concesso il regio demanio alla città. Non mancarono dispute legali e scontri fisici tra i cittadini e i rappresentanti della famiglia Vaaz, fino a quando il 28 luglio 1612 un parlamento generale, nel quale sedevano i cittadini più deboli e corrotti e gli adepti dell'usurpatore, riconobbe l'atto d'acquisto del portoghese, nel frattempo nominato conte di Mola.
Il clero e l'università locale accompagnati dalla gran parte della popolazione, misero in atto numerose proteste, memoriali e ricorsi al viceré e alla Camera della Sommaria, ai quali seguirono violenze e soprusi da parte dei rappresentanti del nuovo feudatario; molti molesi furono imprigionati nel castello di Bari.
La principale motivazione dell'insorgenza degli abitanti di Mola era la volontà di sottrarsi ai diritti e i privilegi che il feudatario esercitava nei confronti della città, inclusa l'imposizione di dazi sul commercio. L'economia di Mola, che sino ad allora era stata improntata principalmente sull'esportazione via mare delle derrate alimentari prodotte nell'agro proprio e in quello dei paesi vicini, subiva così un colpo durissimo, al quale solo parzialmente si riuscì a rimediare organizzando una capillare rete di contrabbando, che faceva affidamento sulla complicità dei frati francescani del convento di Santa Maria del Passo, prossimo al porto.
Nel 1670 la Regia Camera della Sommaria riconobbe la validità del privilegio concesso da Filippo II a Mola; tuttavia il paese non otterrà la libertà fino al 1755. Negli anni 1690-1692, intanto, Mola fu focolaio di un'epidemia di peste particolarmente virulenta, che ne decimò la popolazione.
Con l'espulsione dei Vaaz, incominciò per Mola un periodo di grande ripresa economica, alimentata dall'incremento dei traffici marittimi e dal miglioramento delle tecniche agricole e agronomiche che accrebbero la produttività del suolo e la qualità delle derrate prodotte. Seguì un repentino sviluppo demografico e urbanistico e un generale miglioramento del tenore di vita degli abitanti. Politicamente, le vicende di Mola seguirono quelle del Regno di Napoli, con un predominio del ceto agrario e mercantile, rappresentato poche famiglie fra le quali i Noya, baroni di Bitetto, e i Roberti.

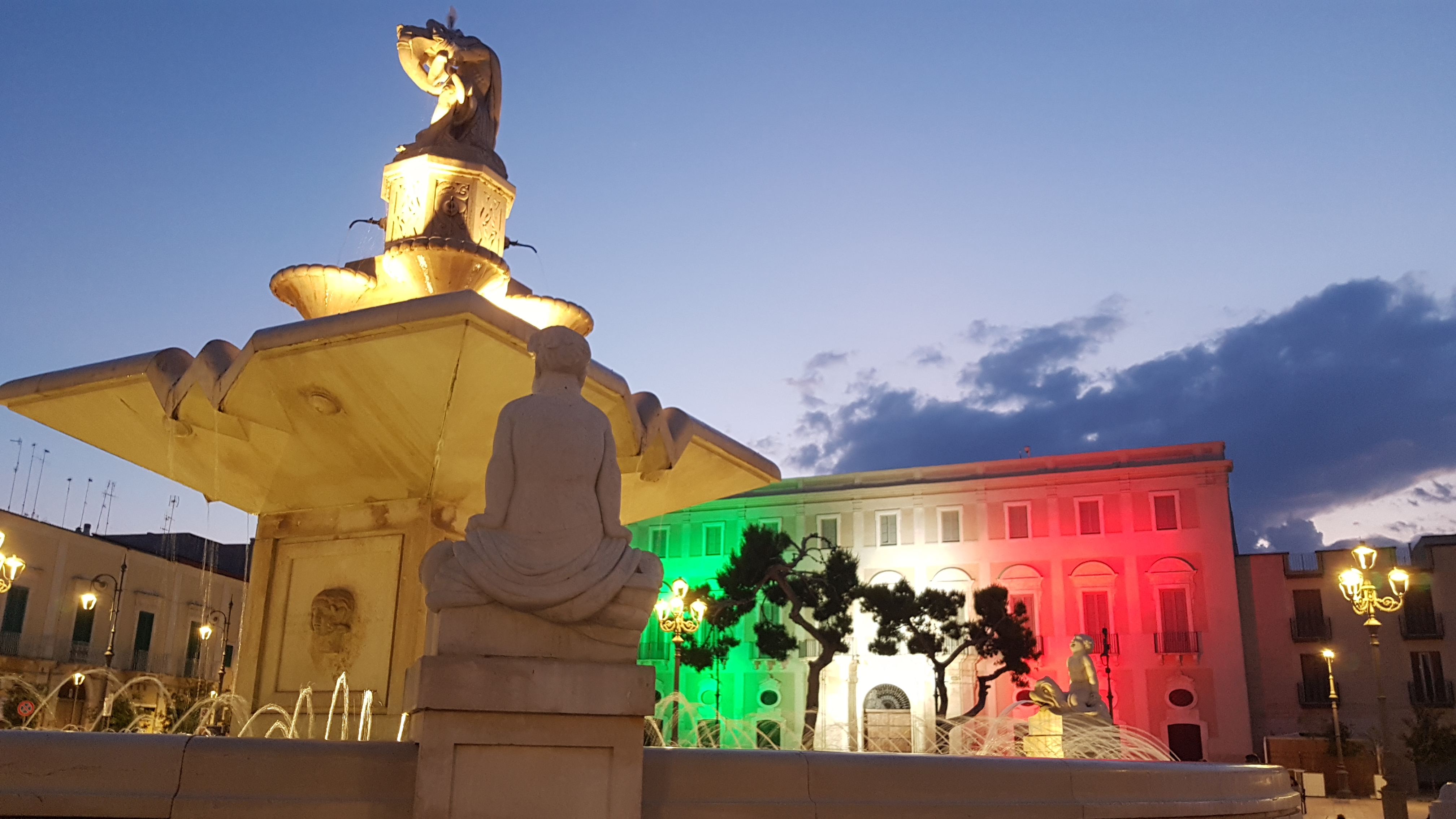
La centrale piazza XX Settembre, con la fontana monumentale e, sullo sfondo, palazzo Roberti-Alberotanza

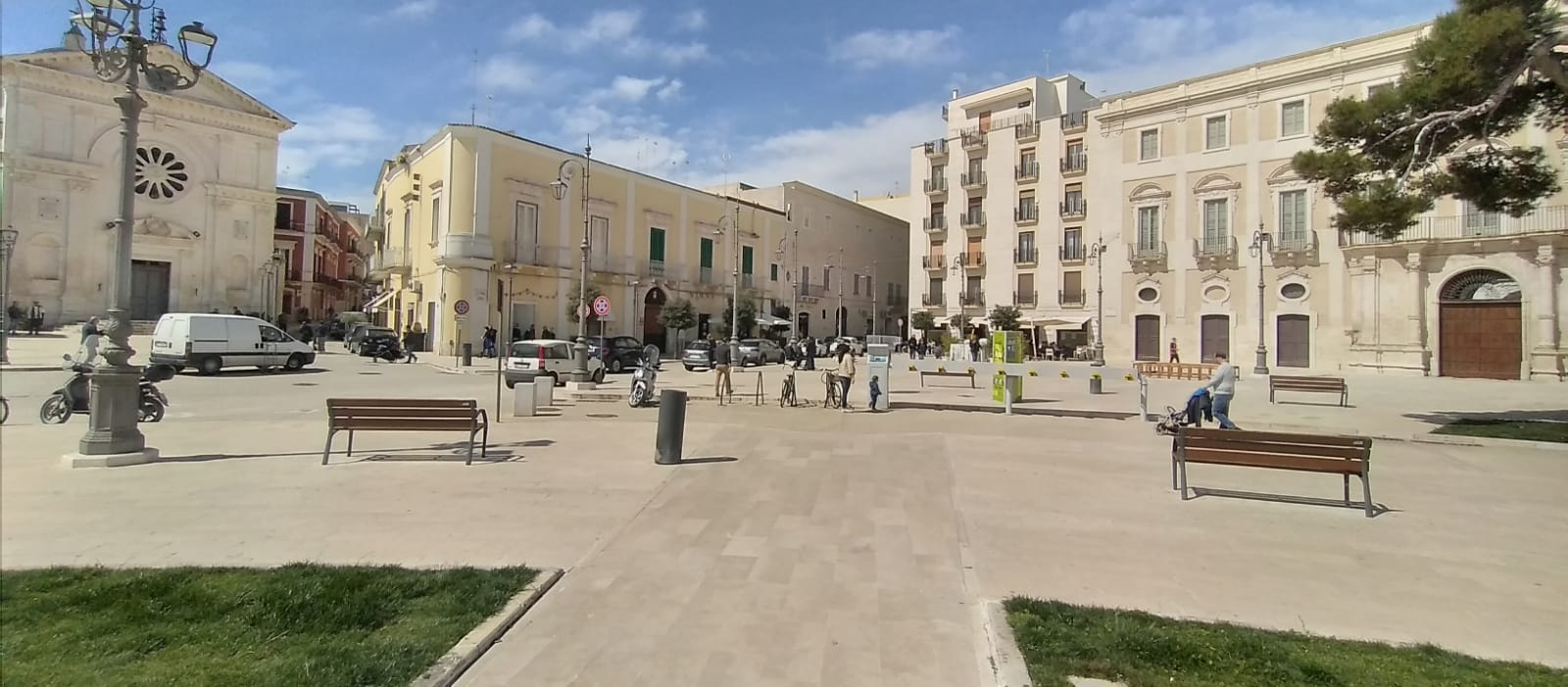
Piazza XX Settembre

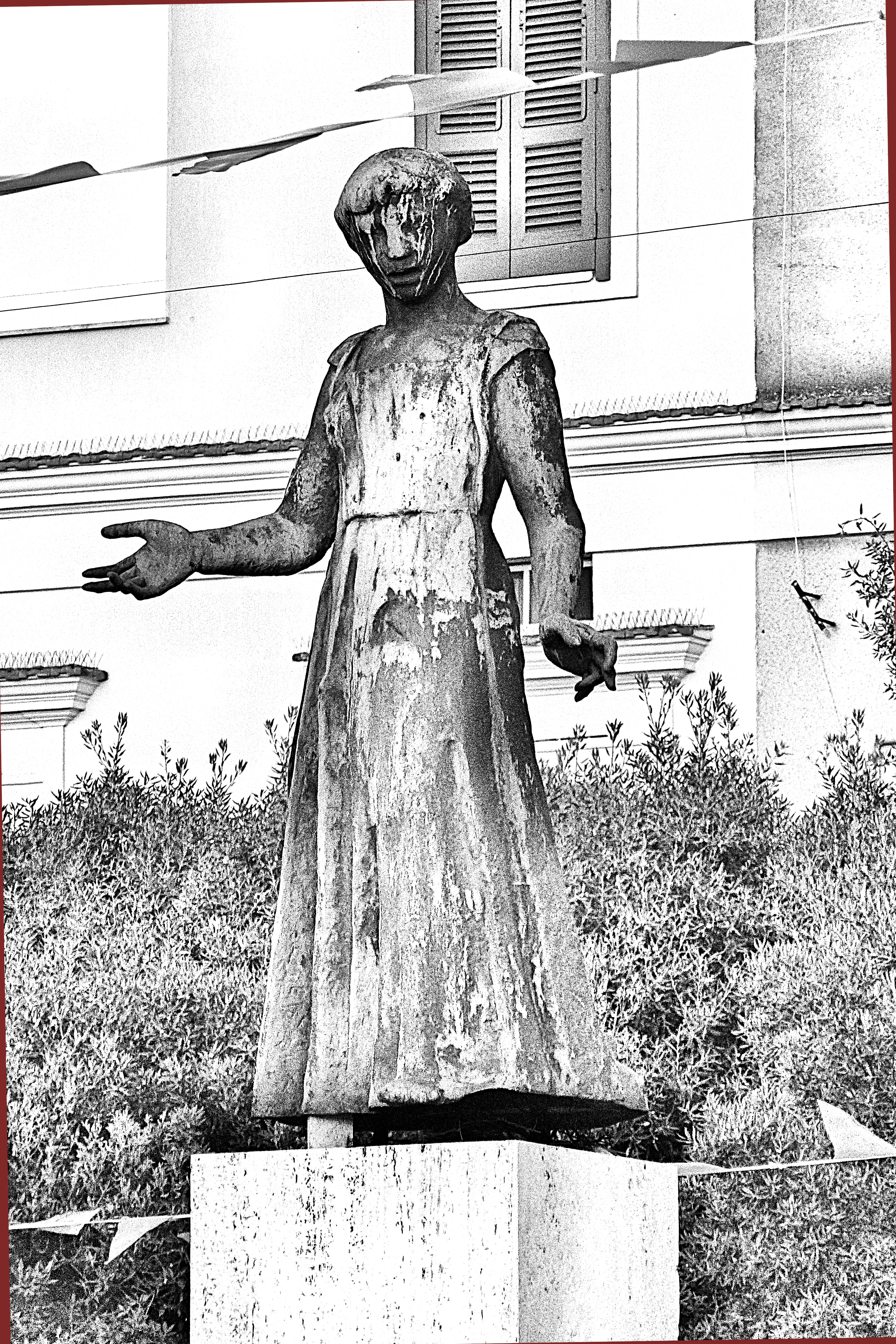
La statua bronzea di Doña Flor, di Bruno Calvani, omaggio al compositore molese Niccolò van Westerhout in piazza XX Settembre

### Età contemporanea
Come in molti altri centri del regno, anche a Mola nel 1799, in concomitanza con la Repubblica napoletana si registrò un effimero moto insurrezionale che fece alcune vittime e distrusse i registri contabili e le scritture pubbliche. Bastò però la notizia che le truppe filoborboniche erano vicine e la rivolta rientrò spontaneamente nel volgere di pochi giorni.
Le famiglie notabili, tornate ben presto in auge, con la dominazione napoleonica a Napoli poterono arricchirsi grazie l'acquisizione dei patrimoni ecclesiastici dispersi nel 1806 con le leggi di soppressione degli ordini religiosi, e mantennero il potere con continuità anche col ripristino della corona borbonica.
Mola visse quindi con partecipazione il fermento risorgimentale: la locale sezione della società segreta dei Patrioti Europei poté contare su oltre duecento iscritti e quando nel 1821 la costituzione napoletana fu concessa, la popolazione non si sottrasse a sostenere, economicamente e con una settantina di volontari, le truppe chiamate a difenderla dalla minaccia austriaca.
Con l'unità nazionale, nonostante la costruzione della ferrovia Adriatica (1865) e l'intensa opera di alfabetizzazione di massa, le condizioni di larghi strati della popolazione rimasero precarie. In particolare, la crisi economica di fine secolo dovuta al protezionismo diede un primo cospicuo impulso all'emigrazione oltreoceano, che fino agli anni sessanta del XX secolo avrebbe coinvolto migliaia di molesi. Dapprima il fenomeno assunse soprattutto la forma dell'emigrazione maschile, naturale evoluzione dell'emigrazione stagionale dei braccianti, che si recavano in Capitanata per la raccolta del grano; all'inizio del Novecento, tuttavia, divenne sempre più frequente il ricongiungimento delle famiglie, che raggiungevano gli uomini negli Stati Uniti, e sino agli anni cinquanta anche in Venezuela e in Argentina.
Durante la prima guerra mondiale il paese subì un bombardamento aereo da parte degli austriaci. Negli anni successivi fu teatro di uno dei primi episodi di violenza fascista: il 24 settembre 1921 il giovane deputato socialista Giuseppe Di Vagno, nato nel vicino comune di Conversano, che si trovava a Mola per un comizio, fu ferito a morte da una squadra di fascisti conversanesi e cerignolani, guidata dal deputato Giuseppe Caradonna.
Durante il fascismo, a causa dell'improvviso dissesto della famiglia Alberotanza cui erano affidate in deposito fiduciario gran parte delle liquidità economiche dei molesi, si produsse un notevole frazionamento delle proprietà terriere e si accelerò il definitivo tramonto del notabilato locale, sino ad allora imperniato su poche famiglie di "galantuomini".

### Simboli
Lo stemma del comune raffigura in effigie il patrono san Michele con mantello rosso che brandisce la spada nell'atto di uccidere il drago che giace ai suoi piedi. Lo scudo, come previsto per i comuni italiani, è contornato da un ramo d'alloro a destra e di quercia a sinistra tra loro intrecciati con un nastro tricolore, ed è sormontato da una corona turrita d'argento.

Gonfalone comunale

Lo stemma attuale è stato adottato nel 1935 ripristinando l'antico uso. Dal 1831 per circa un secolo, infatti, l'effigie del comune di Mola fu invece la civetta, simbolo di Atene, adottata in virtù della radicata credenza che l'abitato avesse origini magnogreche. A detta dello storico Giuseppe De Santis, sull'antica muraglia angioina era presente un bassorilievo raffigurante proprio una civetta; quest'ultimo simbolo, inoltre, compariva insieme all'effigie di Atena sulle monete di argento che vennero ritrovate nel primo XIX secolo nel sottosuolo della città vecchia.
Il gonfalone è un drappo di colore azzurro, ricamato d’argento.

## Monumenti e luoghi d'interesse

### Architetture militari

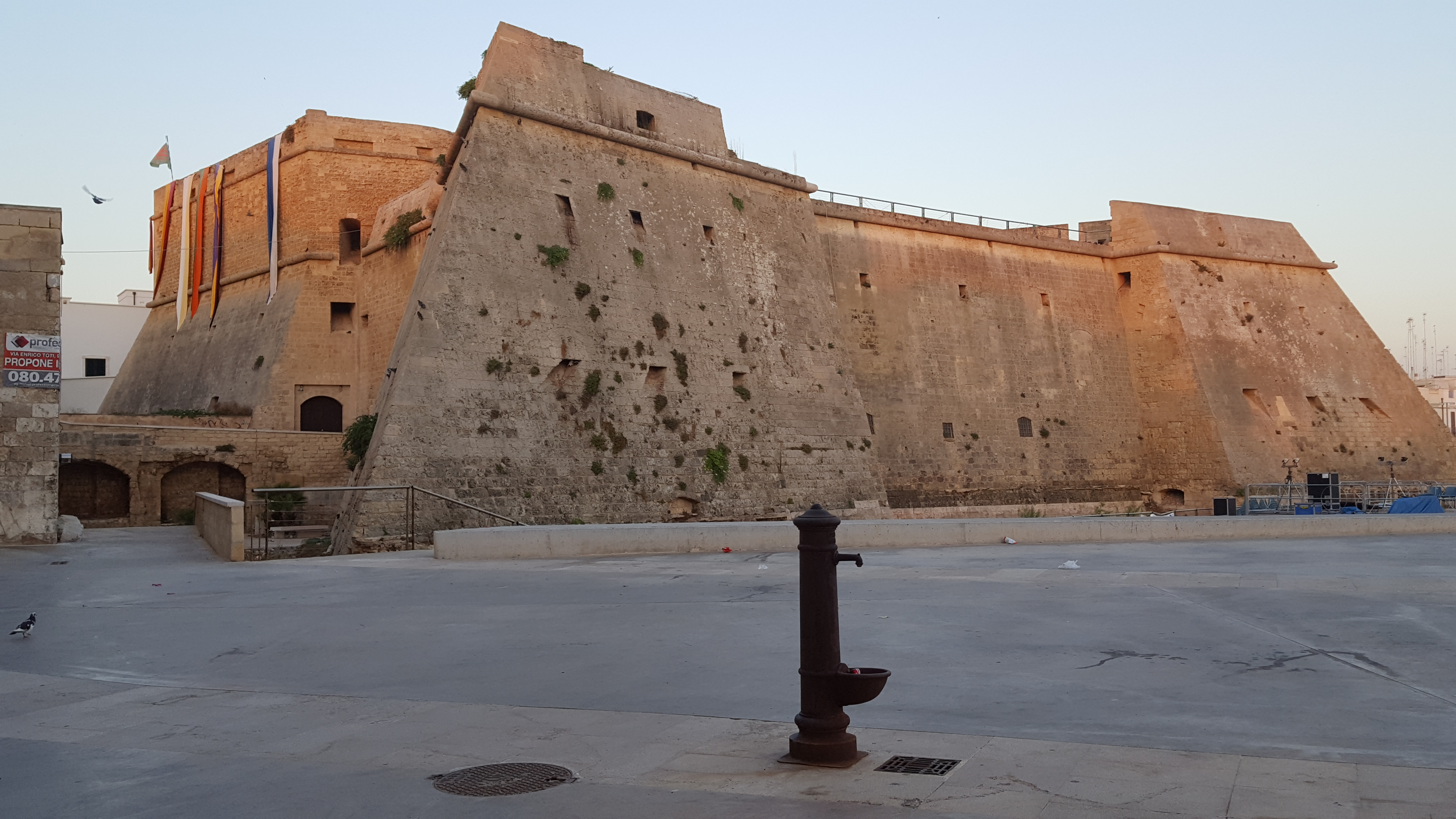
Castello angioino

#### Castello angioino
Allo scopo di difendere la costa dalle frequenti incursioni dei pirati, contestualmente alla riedificazione della città e a ridosso delle sue mura, Carlo I d'Angiò ordinò nel 1277 la costruzione di un palacium, affidando la direzione dei lavori ai celebri regi carpentieri Pierre d'Angicourt e Jean da Toul. I lavori terminarono due anni dopo. Tra il XV e il XVI secolo l'edificio seguì le sorti della città e passò attraverso le mani di diversi feudatari, resistendo a numerosi attacchi senza essere mai espugnato. Tuttavia i notevoli danni subiti con l'assedio veneziano del 1508 ne imposero un radicale restauro, avvenuto pochi anni più tardi: con esso fu data all'edificio l'attuale forma di poligono stellato. Le possenti mura a scarpata, costruite allo scopo di resistere a un attacco con armi da fuoco, furono comunque dotate di numerose caditoie. Un fossato comunicante con il mare circondava l'edificio, che era collegato alle mura della città per mezzo di un ponte.

### Architetture religiose

#### Chiesa Matrice

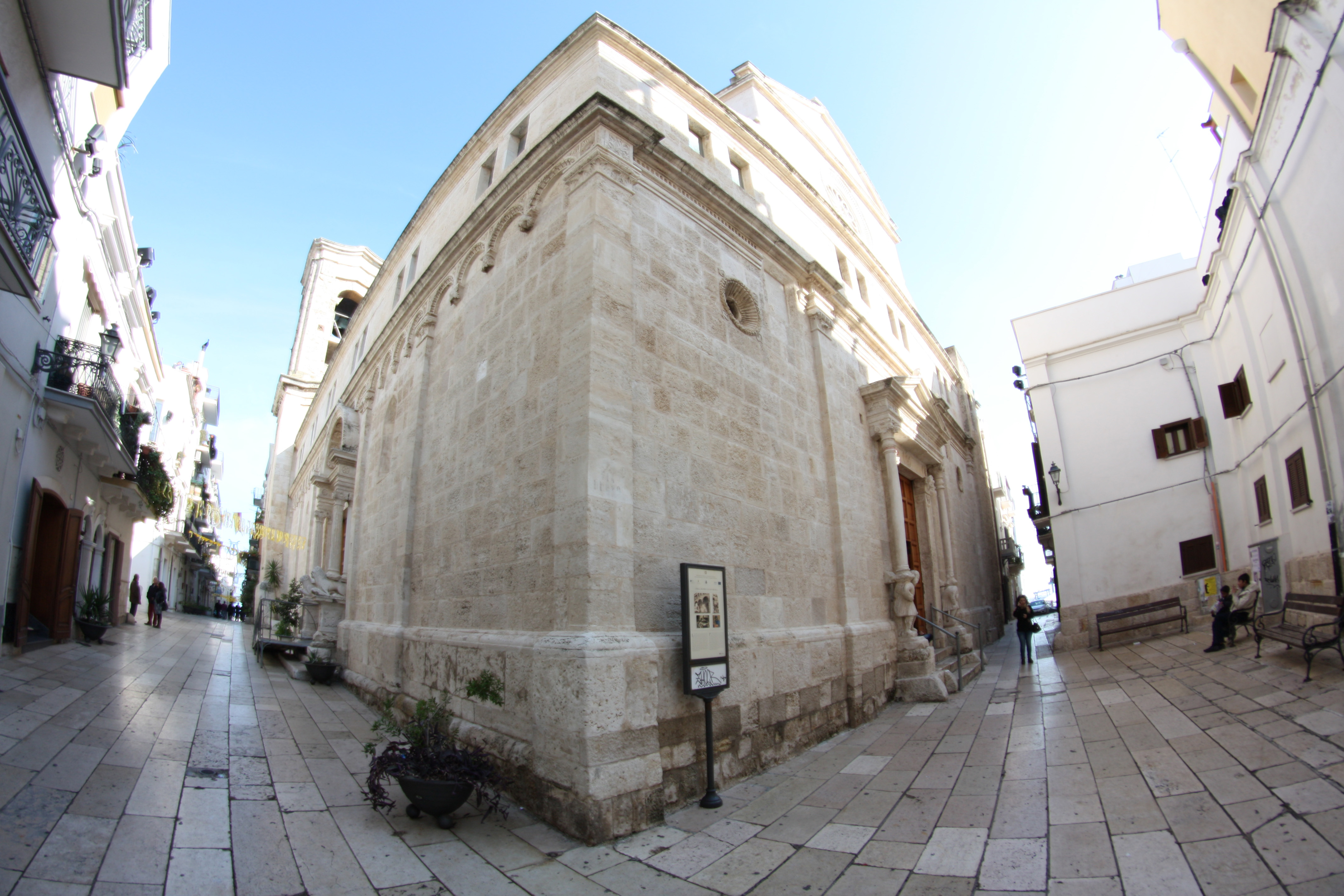
Chiesa Matrice

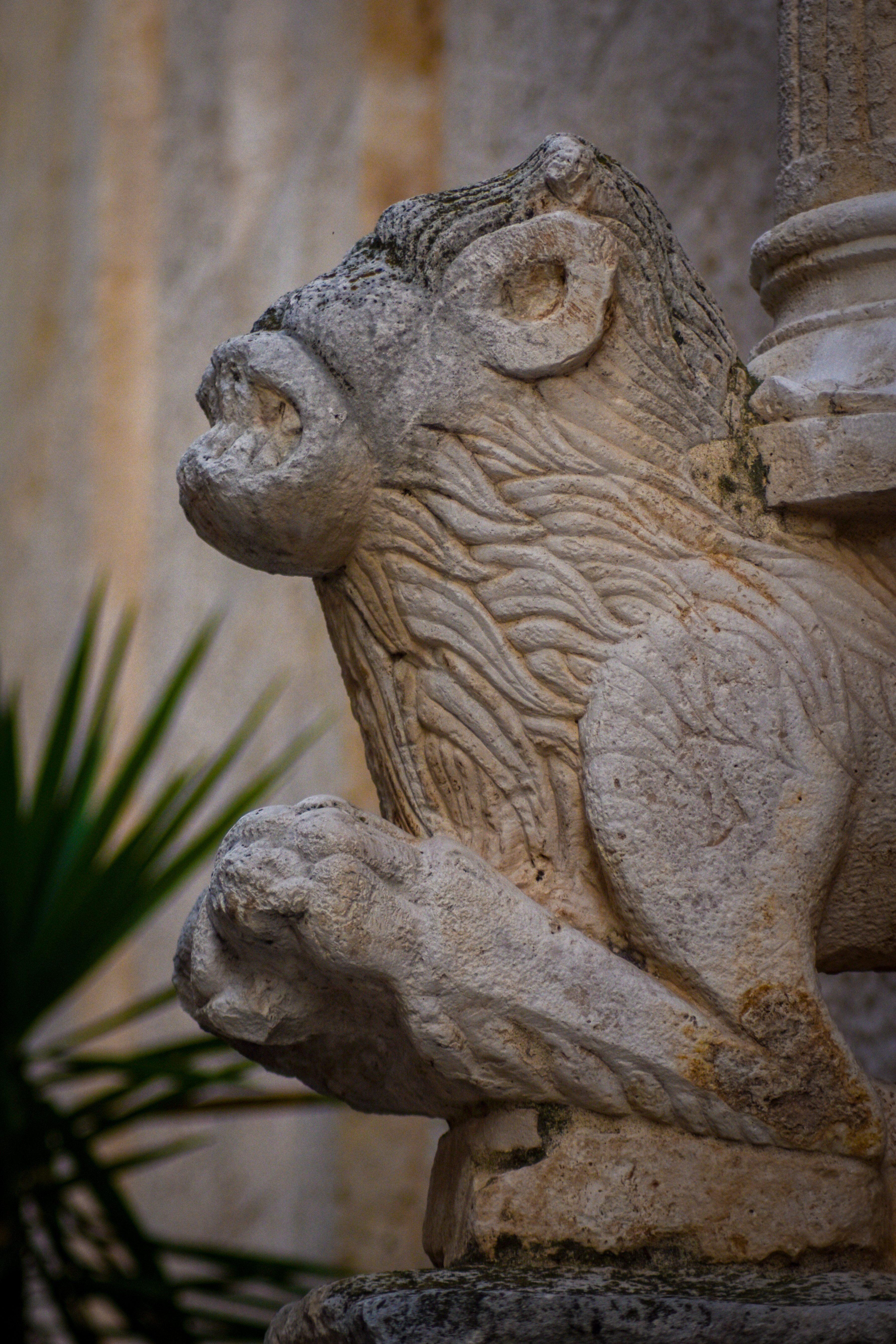
Leone stiloforo. Portale laterale della chiesa Matrice

Intitolata a san Nicola di Bari, è situata all'interno del borgo antico a poca distanza dal mare. Costruita alla fine del XIII secolo, presumibilmente durante la rifondazione angioina della città, essa versava nel Cinquecento in pessime condizioni. 
L'arcivescovo di Bari Girolamo Sauli ne impose pertanto la riedificazione, che avvenne negli anni 1547-1575 per opera dei maestri dalmati Francesco e Giovanni da Sebenico e Giovanni da Curzola. L'edificio costituisce tutt'oggi un pregevole esempio dell'architettura rinascimentale adriatica, sebbene gli ampliamenti di epoca barocca abbiano alterato l'aspetto dell'area absidale e di alcune cappelle laterali.
Recenti restauri hanno permesso di valorizzare, all'esterno, il rosone e i due portali, dei Leoni (sul fianco sinistro) e dei Nani stilofori (in facciata). Lo spazio interno è scandito in tre navate, quelle laterali con volte a crociera che ne caratterizzano lo stile, e da imponenti colonne in stile corinzio. Di particolare pregio le decorazioni scultoree, tra le quali si distinguono i delicati bassorilievi sui pilastrini dei matronei, il monolitico fonte battesimale sorretto da un basamento con putti danzanti, e la cinquecentesca statua di san Michele in pietra dipinta, accostata dalla critica alle opere di Stefano da Putignano.
Tra le tele, per lo più di scuola pugliese e napoletana e databili ai secoli XVII e XVIII, spicca quella della Madonna della Neve, opera del primo Settecento attribuita a Paolo De Matteis, sul retro della quale c'è un dipinto più antico di più pregevole fattura, attribuibile alla scuola leonardesca.
Nel cappellone del Santissimo Sacramento, l'altare in marmi policromi e la statua in legno dipinto dell'Immacolata, sulla cimasa (1750), sono opera della bottega dell'andriese Nicola Antonio Brudaglio. L'apparato iconografico della chiesa è nobilitato dall'altare in legno dipinto che custodisce l'icona della Madonna di Costantinopoli, del tardo Trecento, e da un affresco cinquecentesco di scuola dalmata che probabilmente ricorda l'assedio di Curzola del 1571 per opera del governatore di Algeri, il musulmano Uccialì.
La cripta, un tempo usata per le sepolture, nel 1744 fu trasformata in oratorio e dedicata ad ospitare il reliquiario con i frammenti lignei attribuiti dalla tradizione alla Croce di Cristo, che furono donati al Capitolo di Mola nel 1713 e da allora portati in processione il pomeriggio del Venerdì santo.

#### Chiesa di Santa Maria del Passo in Sant'Antonio di Padova

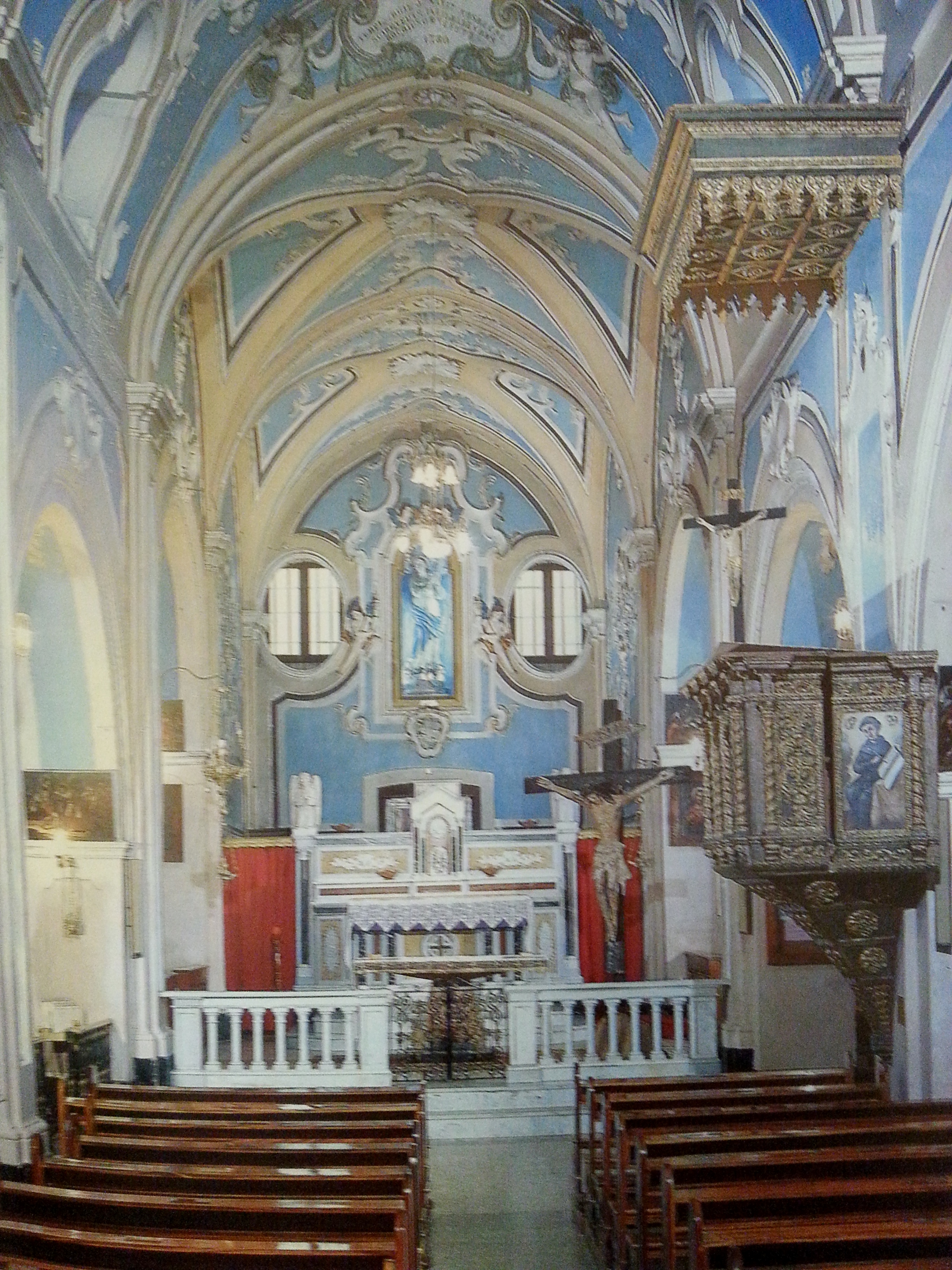
Chiesa di Sant'Antonio di Padova.

Fu edificata nel 1503 grazie al lascito testamentario di Pietro De Mietolo che donò il suo terreno per edificare la chiesa e il convento attiguo col titolo di Santa Maria del Passo alle porte della città lungo la via che conduceva a Bari, in luogo di un'antica cappella preesistente. Dalle origini sino al XIX secolo fu parte integrante di un convento di Frati Minori Osservanti. La natura mendicante dell'ordine fece sì che la chiesa divenisse patronato di diverse famiglie notabili del luogo (i baroni Noya e i Roberti) che contribuirono alla costituzione di un ricco arredo scultoreo e iconografico. Nell'antico convento, soppresso nella seconda metà dell'800 ed oggi ex ospedale civile, si conservano dei preziosi affreschi che raffigurano scene di vita di San Francesco D'Assisi e un altro raffigurante un convivio con Gesù, San Francesco, San Domenico e alcuni rappresentanti dei due ordini monastici. Oggi spiccano l'antico gruppo scultoreo della Pietà (XV secolo), il pulpito ligneo del 1712 e l'organo settecentesco di Pietro de' Simone. Da questa chiesa ha inizio la processione serale del Venerdì santo del Gesù Morto, dove durante il percorso i confratelli di San Francesco D'Assisi intonano a cappella l'antichissimo inno latino del Vexilla regis

#### Chiesa del Santissimo Rosario in San Domenico
La grande costruzione a navata unica, edificata insieme con l'annesso convento dall'ordine dei domenicani nella prima metà del XVI secolo, fu originariamente intitolata alla Madonna del Carmine, sebbene il primo superiore della comunità chiese e ottenne da papa Gregorio XIII che la confraternita del Santissimo Rosario vi si trasferisse dalla chiesa Matrice, dove officiava da più di un secolo. All'interno della chiesa, che conserva una buona produzione iconografica di scuola pugliese risalente per lo più al Seicento e Settecento, si segnala il dipinto della Madonna del Rosario, olio su tavola del napoletano Fabrizio Santafede successivo al 1571, che venne traslato dalla chiesa Matrice nel 1577 con il trasferimento dell'omonima confraternita. Rilevante è anche l'altare in marmo policromo dedicato a san Vincenzo Ferreri (1744). Il grande affresco centrale anch'esso dedicato alla Madonna del Rosario, opera di Umberto Colonna, risale al 1980. Da questa chiesa parte la processione dei Sacri Misteri del lunedì santo.

#### Chiesa della Madonna di Loreto
Fu edificata a partire dal 1587 alla periferia sud dell'abitato, al posto della cappella omonima, patronato della famiglia Sabinelli, nella quale si venerava un'icona mariana ritrovata in quel luogo. La costruzione, prospiciente il mare, presenta un semplice prospetto a capanna, caratterizzato da un pregevole rosone in pietra calcarea. Un alto campanile in carparo svetta allo spigolo sinistro della facciata. L'interno è dominato dal seicentesco altare maggiore in legno dorato intagliato su fondo azzurro, recante l'immagine della Madonna con Bambino benedicente, dipinta a olio su tela. L'altare della Natività, in fondo alla navata destra, presenta un presepe in pietra di scuola pugliese. Nel 1652 la chiesa è sede della confraternita del Sacro Monte del Purgatorio. Nella chiesa è conservato il simulacro di Maria SS. d'altomare che i molesi operanti nel settore marittimo hanno proclamato loro protettrice.

#### Altre chiese

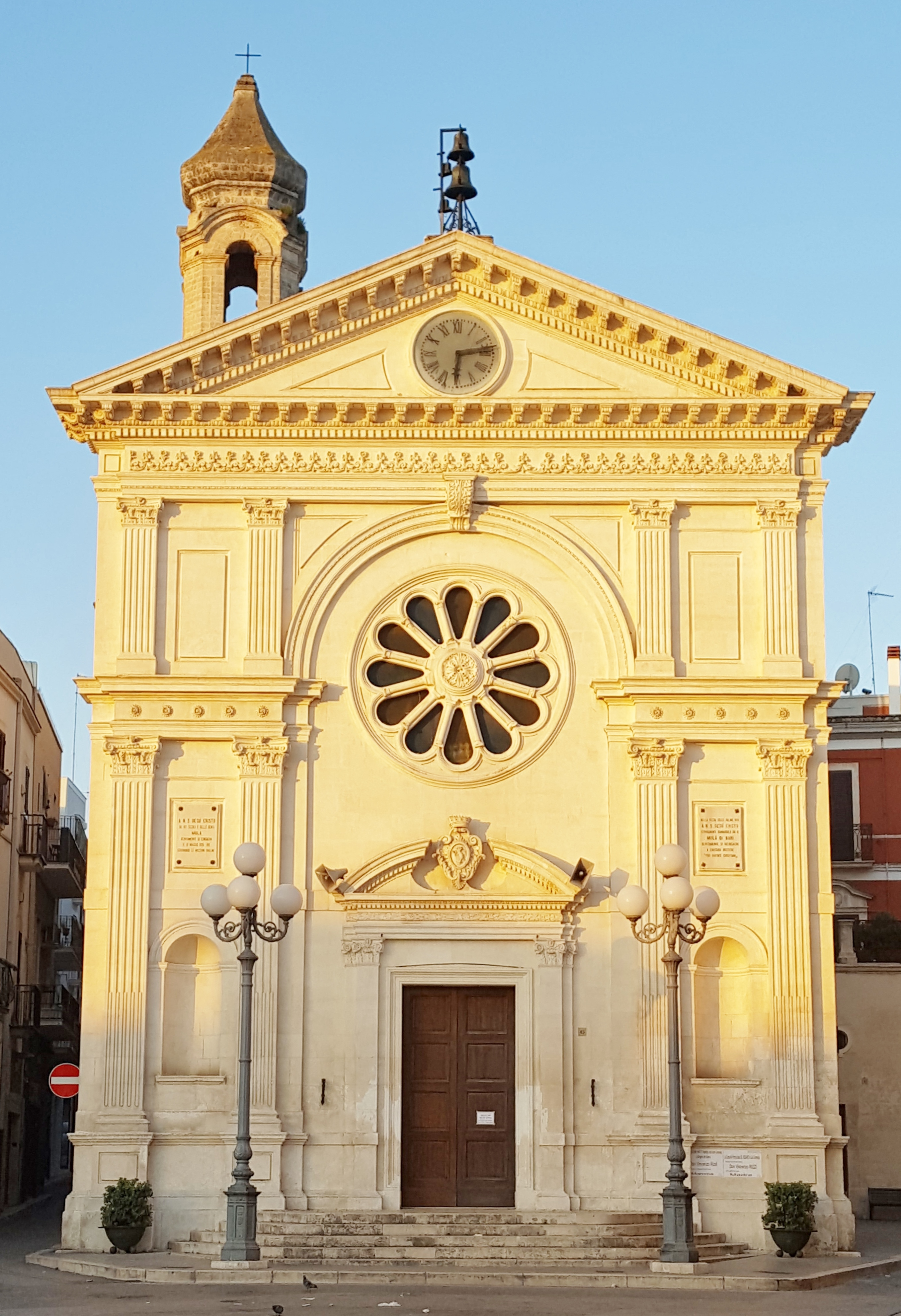
Chiesa di Santa Maria Maddalena.

- Chiesa della Maddalena (1630), nella centrale piazza XX Settembre. Vi ha sede la confraternita dell'Addolorata. La cupola fu affrescata nel 1965 da Umberto Colonna. In questa chiesa si conserva la statua di Maria SS. Addolorata, la patrona di Mola, portata in processione il sabato santo e la seconda domenica di settembre, durante la festa patronale.
- Chiesa di San Giacomo (1695), interamente affrescata, antico patronato della famiglia Susca che la edificò al termine dell'epidemia di peste del 1691. Attiva specialmente fino agli anni '50 nei giorni di San Giacomo e di Sant'Anna, in questa chiesa si celebravano i matrimoni riparatori alle 4 del mattino, ossia per quelle coppie che avevano consumato prima della cerimonia.
- Chiesa di Santa Chiara (detta di San Giovanni Battista) e annesso monastero (1723-1738). Il monastero fu progettato nelle sue linee essenziali dal bitontino Vito Valentino, mentre la chiesa, più tarda, venne realizzata in forme neoclassiche su progetto degli architetti Vincenzo Ruffo e Giuseppe Maria Sforza, allievi di Luigi Vanvitelli, che ripresero gli stilemi della cappella palatina della reggia di Caserta. Dal secondo dopoguerra la chiesa ospita il simulacro di san Giovanni Battista, qui trasferito da un altro edificio religioso non più esistente. All'interno del monastero,  che nell'ultimo scorcio del Novecento divenne sede dell'Accademia di belle arti di Bari, vi è un grande chiostro, che in estate ospita eventi culturali e musicali.
- Chiesa rupestre di San Giovanni Battista, cappella fortificata nei pressi di una lama, costituita da una chiesa superiore e una ipogea, probabile sede di romitaggio nel XII secolo, nella quale si intravedono lacerti di decorazioni pittoriche. Fino alla metà del Novecento era sede di pellegrinaggi da parte dei molesi che qui vi si recavano a piedi per devozione e per compiere l'antico rito del comparatico.

### Architetture civili

#### Palazzo Roberti-Alberotanza

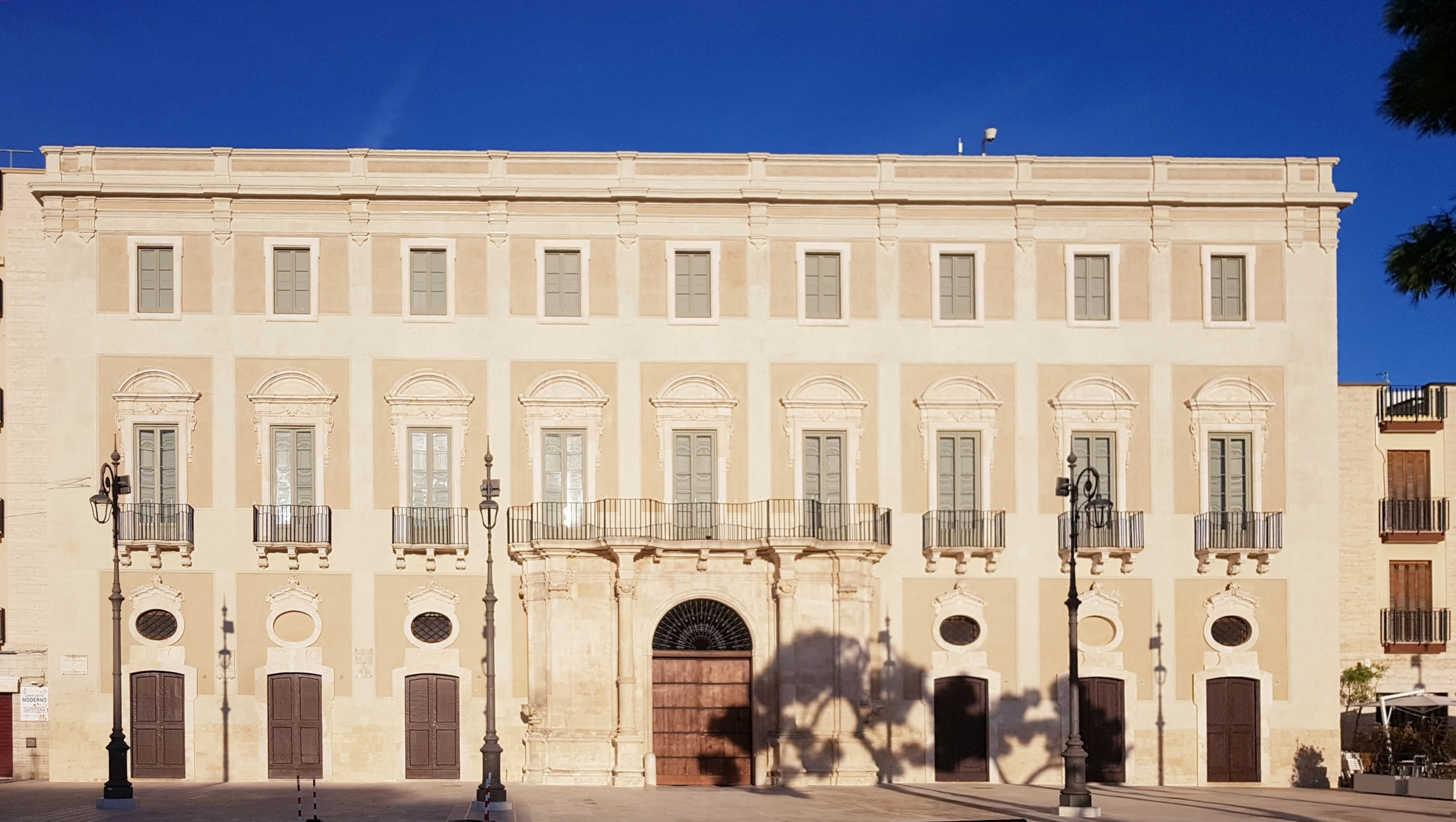
Facciata tardo-barocca del settecentesco Palazzo Roberti-Alberotanza

L'imponente palazzo signorile, che domina la centrale piazza XX Settembre, fu edificato fra il 1760 e il 1770 da Giambattista Roberti, esponente di una famiglia notabile molese di origine materana, sotto la direzione del barese Antonio Bottalico che probabilmente si rifece al progetto dell'architetto Vincenzo Ruffo, allievo di Vanvitelli, impegnato a Mola negli stessi anni presso il monastero delle suore clarisse.
La simmetrica facciata, in stile tardo-barocco, è cadenzata da tre teorie di finestre. Al centro, la loggia nobile sovrasta il maestoso portone di gusto napoletano che dà accesso a una ampia corte, sul quale si innesta lo scalone esterno che conduce ai piani superiori e al loggiato.
Nella metà del XIX secolo il palazzo passa per via dotale a Nicola Alberotanza e solo nel XX secolo è acquisito al patrimonio comunale. Gli interni, in gran parte chiusi al pubblico, conservano pregevoli decorazioni pittoriche, tra le quali alcune tele del pittore napoletano Aniello D'Arminio (1783). Oltre che dai cognomi delle famiglie che lo possedettero, l'edificio è popolarmente denominato "palazzo delle Cento Camere" per via dell'imponenza che lo contraddistingue.

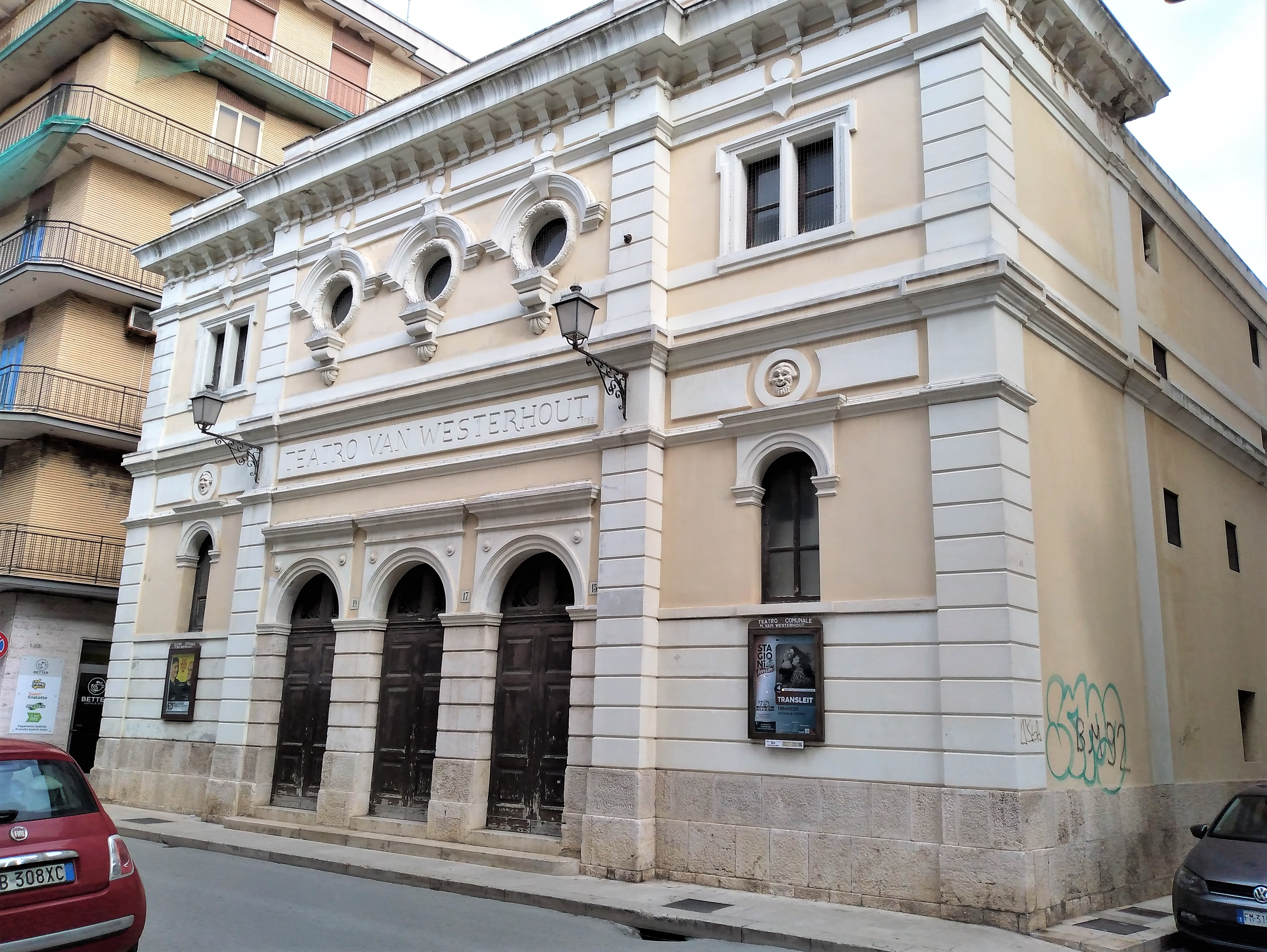
Teatro van Westerhout (2023)

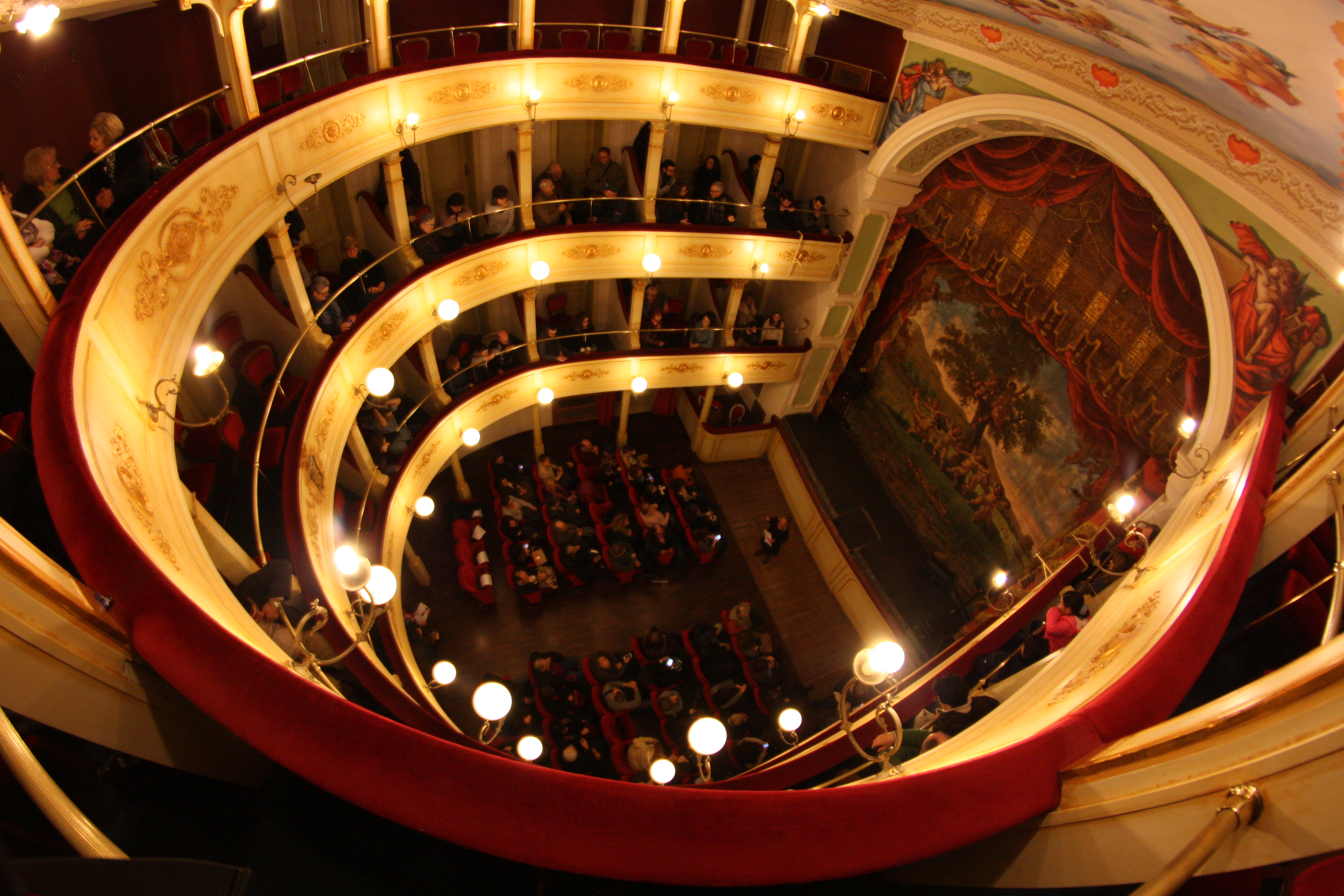
Teatro van Westerhout: interno

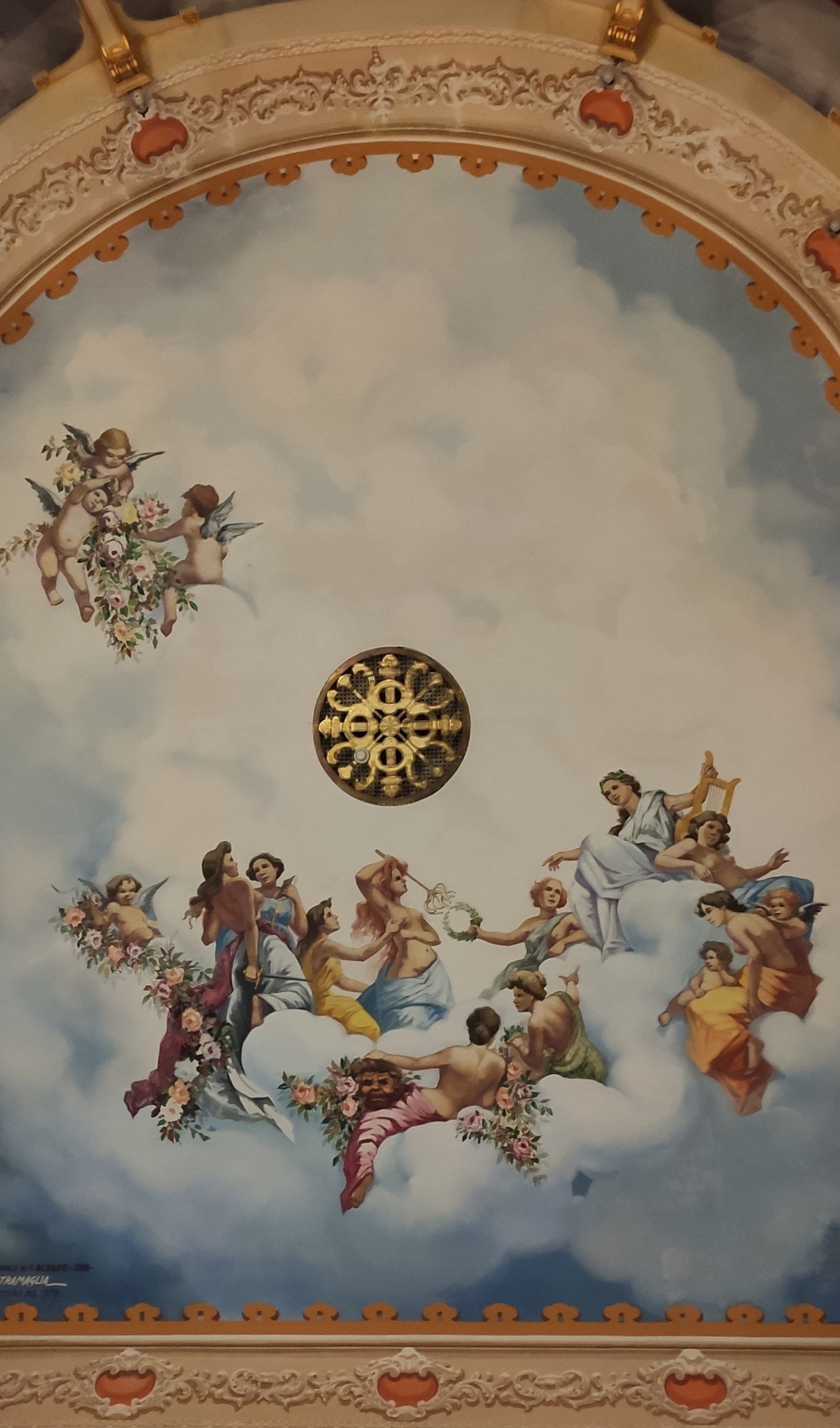
Nicola Colonna, Apollo e le nove muse. Volta del teatro van Westerhout, 1908

Realizzato nel 1888 per iniziativa dell'amministrazione comunale e su progetto dell'ingegner Vittorio Chiaia, il teatro comunale, intitolato nel 1898 al compositore molese Niccolò van Westerhout, ha le caratteristiche di teatro all'italiana con una platea in origine di 102 posti, due ordini di palchi - il secondo realizzato nel 1908 - e un anfiteatro di prospetto. Sebbene la capienza contenuta ne abbia limitato la fruizione, esso ha conservato gli stilemi originari, caratterizzati dalla linearità della facciata neoclassica cui si contrappone il caldo stile eclettico degli interni: superato il piccolo foyer, si accede alla platea dalla quale si possono ammirare il triplice giro di palchi lignei, la volta affrescata dal barese Nicola Colonna e il sipario di Domenico Battista che riproduce la Danza degli amorini di Francesco Albani.
Nel 1896 il teatro ospitò la prima assoluta del dramma lirico Doña Flor di Niccolò van Westerhout. Adibito a sala cinematografica nel 1929, nei primi anni cinquanta il teatro venne poi chiuso. Solo nel 1972 l'amministrazione comunale ne promosse il recupero funzionale, celebrato con il concerto inaugurale dell'orchestra sinfonica della Provincia di Bari diretta da Nino Rota. La direzione artistica fu quindi affidata a Eduardo De Filippo che il 24 maggio 1973 portò in scena L'arte della commedia.

## Società

### Evoluzione demografica
Abitanti censiti

### Etnie e minoranze straniere
Al 31 dicembre 2019 gli stranieri residenti a Mola di Bari sono 483, pari all'1,92% della popolazione complessiva. Le comunità più numerose sono:
- Albania: 103
- Romania: 84
- Georgia: 72
- Marocco: 33

### Religione
La religione più diffusa è il cattolicesimo; Mola fa parte dell'arcidiocesi di Bari-Bitonto e comprende cinque parrocchie: a quella di San Nicola, attiva presso la chiesa Matrice sin dalla fondazione della cittadina, nel secondo dopoguerra si sono affiancate quelle del Santissimo Rosario (istituita nel 1945), di Santa Maria di Loreto (nel 1950), della Santissima Trinità (nel 1975) e del Sacro Cuore (nel 1989). La comunità religiosa delle suore clarisse è presente dal 1677.

## Cultura

### Istruzione
Mola dispone di tre scuole primarie divise in due circoli e una scuola secondaria di primo grado, divisa in due plessi, uno dei quali intitolato a Luigi Tanzi, ricco contadino analfabeta il cui lascito testamentario permise all'inizio del XIX secolo l'istituzione di una scuola pubblica.
Vi ha sede inoltre un istituto di istruzione superiore comprendente presso il polo "Ettore Majorana" i corsi di liceo scientifico, liceo scientifico delle scienze applicate, liceo linguistico e liceo delle scienze umane e presso il polo "Leonardo da Vinci" quelli di istituto tecnico industriale con indirizzi meccanico e meccatronico, di chimica e biotecnologie sanitarie e di agraria, agroalimentare e industria di trasformazione. L'offerta scolastica cittadina si completa con una sezione distaccata dell'istituto professionale per i servizi commerciali e turistici "Nicola Tridente" di Bari.
Presso l'ex monastero di Santa Chiara sono infine ospitati alcuni laboratori, e in particolare i corsi del biennio di specializzazione dell'accademia di belle arti di Bari.

### Eventi
- Carrettone di Carnevale: proposto per la prima volta negli anni trenta del XX secolo, era un carro agricolo itinerante sul quale alcuni personaggi mascherati mettevano in scena quadri satirici che motteggiavano le personalità più illustri e le diverse categorie sociali del paese. L'iniziativa è stata riproposta più volte a cavallo degli anni ottanta e novanta.
- Falò di San Giuseppe (19 marzo) e dell'Annunziata (25 marzo).
- Riti della Settimana Santa: annunciati dalla processione dei Misteri della Passione e Morte di Cristo, che l'arciconfraternita del SS. Rosario cura, dal 2018, il lunedì santo, si intensificano a partire dalla sera del Giovedì santo, quando i fedeli visitano le chiese cittadine dove sono stati allestiti gli altari della reposizione (popolarmente detti "sepolcri"). La sera del Venerdì santo si tengono due importanti processioni: in quella del Santissimo Legno, alla quale partecipano tutte le confraternite molesi, viene portata in ostensione la reliquia della Croce di Gesù Cristo custodita presso la chiesa matrice dal 1710; la processione si conclude con la benedizione dei fedeli raccolti nell'ampia piazza XX Settembre. Prende quindi avvio la processione notturna di Gesù morto, nella quale oltre cento portatori in abito di gala portano a spalla una bara di cristallo illuminata e adorna di fiori, contenente una statua del Cristo morto che incontra la statua della Madonna dello Spasimo (raro esempio di "Addolorata Bianca" in Puglia) sul sagrato della cappella della Purificazione; la processione è accompagnata dalla banda cittadina che esegue marce funebri, alternandosi con la confraternita di Sant'Antonio che canta a cappella l'antico inno in latino Vexilla regis. I riti si concludono la mattina del Sabato santo, con la processione della Madonna Addolorata, nella quale la statua della Vergine indossa il tradizionale abito nero del lutto.
- Fiera di san Giorgio (23 aprile), retaggio di una sentita festa che sino alla metà del XX secolo animava l'omonima contrada e includeva la processione della statua del santo sino al paese.
- Festa di sant'Antonio da Padova (13 giugno), presso la chiesa di Santa Maria del Passo, dalla quale si snoda una processione cui partecipano bambini che in segno di devozione indossano un abito che richiama quello del santo.
- Festa di san Giovanni Battista (24 giugno), che si teneva nei pressi dell'antica chiesa rupestre intitolata al santo.
- Festa della Madonna d'Altomare (primo fine settimana di luglio). Il culto risale al tardo XVI secolo e discende dalla vocazione marinara della cittadina: in particolare, i marinai considerano la Madonna d'Altomare quale loro protettrice. Durante i festeggiamenti pubblici - che presero avvio nel 1949 e, dopo un ventennio di sospensione, sono stati ripresi nel 1988 - la statua della Vergine viene portata in processione serale dalla chiesa della Madonna di Loreto fino al porto, dove il presidente dell'associazione dei marittimi invoca la protezione mariana sui lavoratori del mare. L'indomani mattina, essa è imbarcata su un peschereccio estratto a sorte e portata in processione marittima lungo il litorale, sino alla frazione di Cozze. Tornata nel porto e lasciata alla venerazione dei fedeli sino a sera, la statua viene infine ricondotta in processione presso la chiesa della Madonna di Loreto.

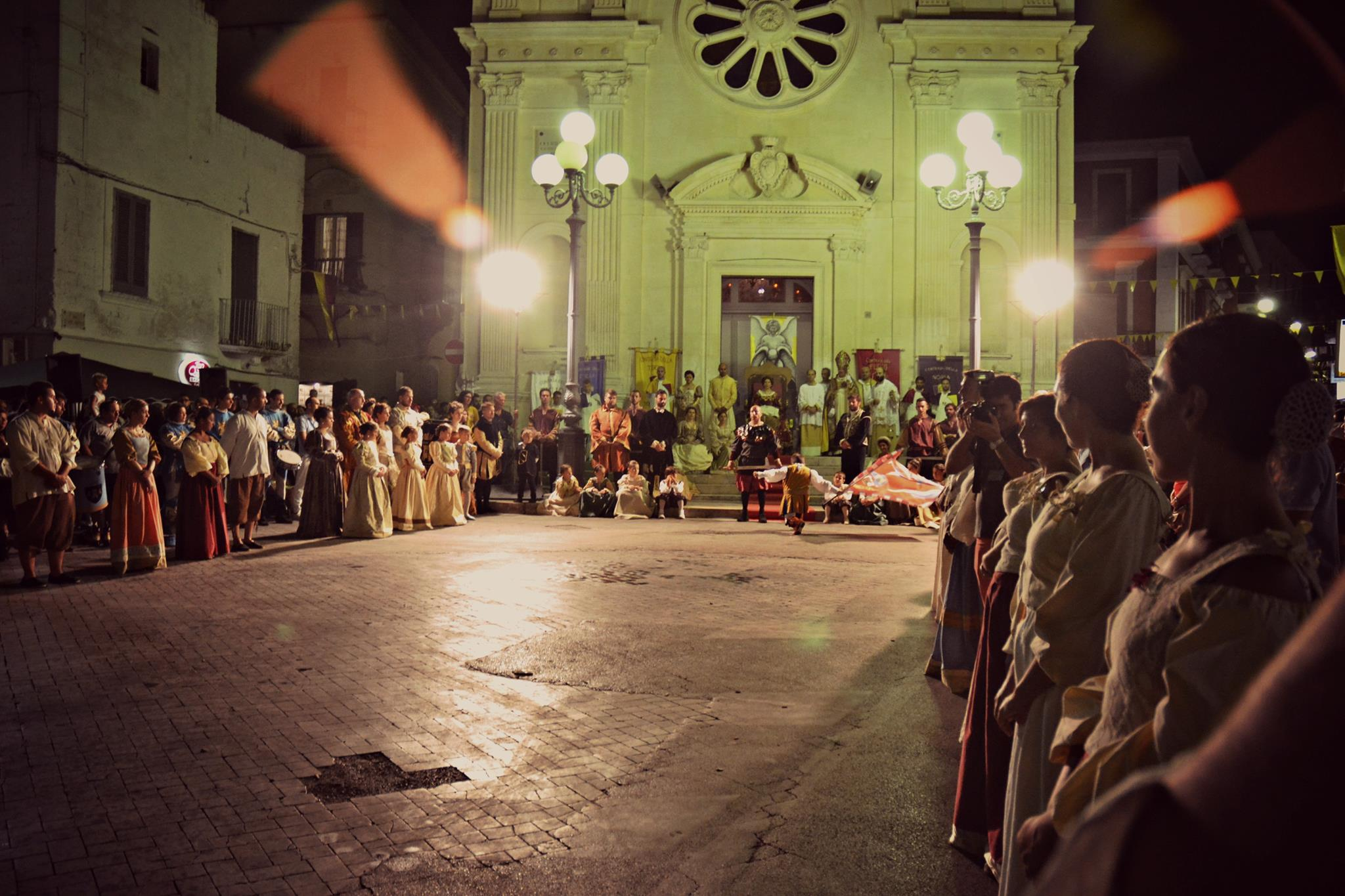
Corteo storico del Palio dei Capatosta

- Palio dei Capatosta'[26] (luglio). L'iniziativa, avviata nel 2011, richiama i festeggiamenti che il 14 luglio 1549 i molesi riservarono alla principessa Isabella di Capua, consorte di Ferrante I Gonzaga, ospitata dal feudatario di Mola, marchese Gaspare Toraldo, durante il transito verso il Salento.[27] Il termine capatosta ("testardi") è il soprannome che identifica i molesi almeno dal Settecento, quando dopo una lunghissima battaglia legale riuscirono a emanciparsi dalla signoria dei Vaaz. La competizione consta in sette gare ludico-sportive tra i rappresentanti delle contrade cittadine (Terra, Stella, Fuoco, Drago, Giglio e Noria). La contrada vincitrice si aggiudica il Palione, uno stendardo di grandi dimensioni dipinto dall'artista vincitore del bando di concorso che si tiene ogni anno.
- Festa di san Rocco (16-17 agosto). Celebrazione di antica origine, è tuttora organizzata dalla confraternita di san Rocco, presso la chiesa matrice. L'evento prevede una duplice processione, il 16 e il 17 agosto, nella quale il simulacro del santo è portato a spalla dai devoti, per antica tradizione appartenenti al ceto contadino. Per questa ragione, in passato i fuochi pirotecnici avvenivano non sul mare, come d'abitudine, ma alla periferia della città, nel luogo deputato alla sosta dei carri agricoli.
- Festa patronale della Madonna Addolorata (seconda domenica di settembre): la più importante festa cittadina dura quattro giorni, caratterizzati dalla continua esecuzione di marcette da parte della Bassa Musica cittadina, U Tammorr, itinerante per il centro cittadino. L'acme dei festeggiamenti si raggiunge con la processione della domenica mattina, preceduta dagli sbandieratori e accompagnata dal gonfalone comunale e da quelli dei comuni vicini. Tuttora molto sentita è la partecipazione alla processione di bambine vestite con abiti neri di pizzo, analoghi a quello che addobba la statua. Al termine della processione, sul sagrato della chiesa della Maddalena, il sindaco consegna le chiavi della città al simulacro della Vergine, per l'occasione rivolto verso i fedeli.
- Festa di san Michele Arcangelo (29 settembre): si teneva nei pressi della chiesa della Purificazione.

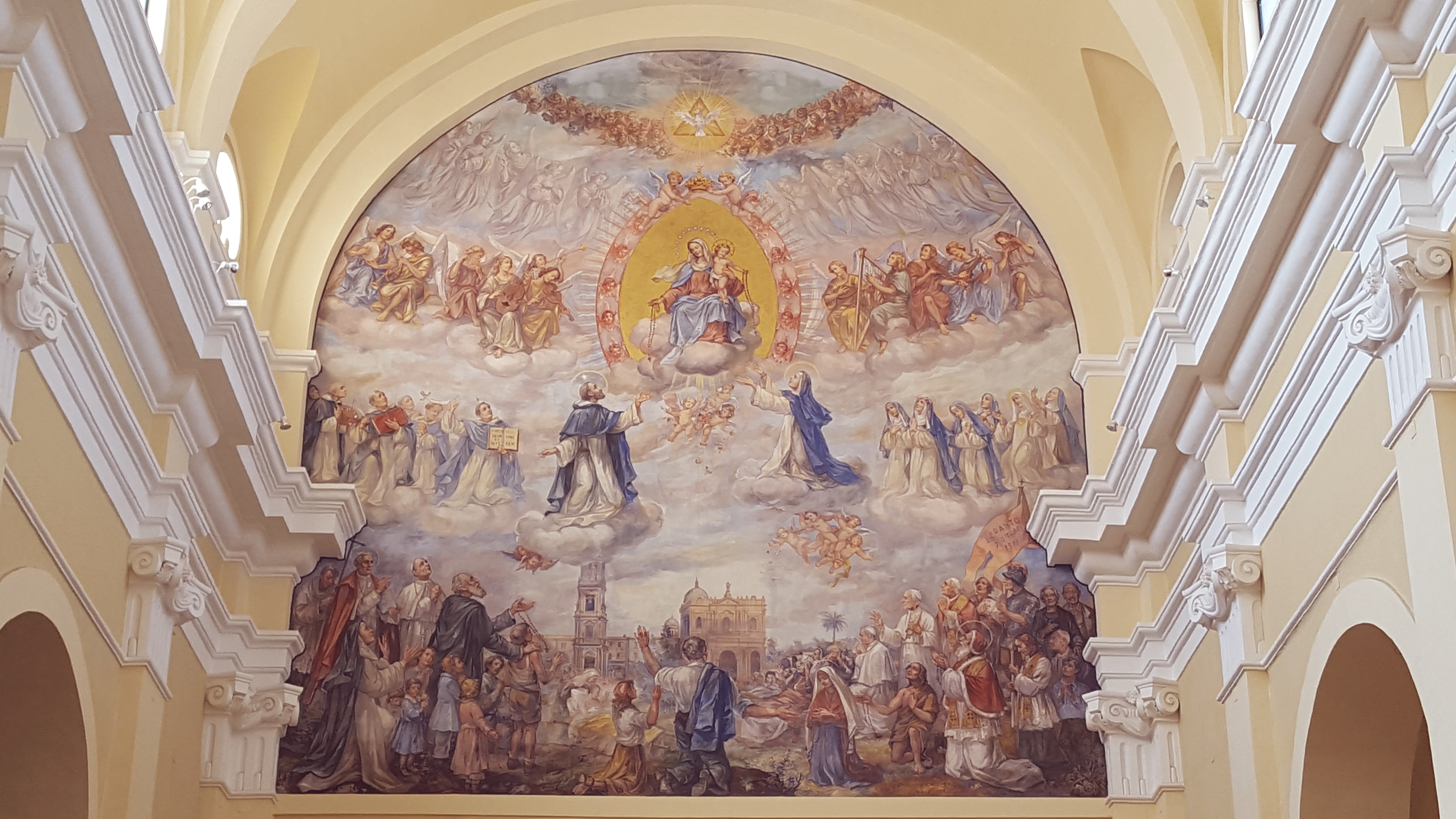
Il culto della Madonna del Rosario è celebrato nel grande affresco centrale realizzato da Umberto Colonna nell'omonima chiesa, già convento domenicano

- Festa della Madonna del Rosario (prima domenica di ottobre): è il retaggio di un culto mariano attestato presso la chiesa Matrice già nel XV secolo, quando fu fondata l'omonima confraternita, e trasferito dal primo Cinquecento nella chiesa del Rosario, annessa al convento dei domenicani. La festa consta oggi principalmente di una processione che percorre l'intero centro storico, . Lungo il percorso, secondo un'antica tradizione, si realizzano altari votivi, che un tempo venivano decorati con melegrane, frutti tipici del mese di ottobre. Per questa ragione la festa era popolarmente nota come Madonne d'i saite ("Madonna delle melegrane").
- Festa della Madonna di Fatima (13 ottobre), piccola processione per le vie della parrocchia del Sacro Cuore di Gesù Risorto.
- Fiera di san Raffaele Arcangelo (24 ottobre), un tempo legata alla festa dei Santi Medici.
- Festa di Santa Cecilia (22 novembre), con una piccola processione nella città vecchia a cura dell'associazione musicale U Tammorr e l'esecuzione di concerti presso le chiese della cittadina.

## Economia

### Pesca e marineria
Nonostante l'assenza di un porto naturale, sin dalle sue origini Mola ha tratto dal mare la principale risorsa economica. Oltre all'attività di pesca sotto costa, infatti, Mola fu attiva sin dal XIV secolo nell'esportazione dei prodotti agricoli provenienti soprattutto dai paesi dell'interno. Sono attestati rapporti commerciali con la Serenissima, che si impossessò della città a cavallo tra XV e XVI secolo e progettò anche la costruzione di un porto artificiale.
Le innovazioni agricole del XVII secolo determinarono un surplus produttivo di olio di oliva e altre derrate alimentari, che alimentò un fiorente traffico commerciale diretto soprattutto verso i centri dell'alto Adriatico. Solo nel 1793 fu però autorizzata la costruzione di un molo artificiale per l'ormeggio delle imbarcazioni impegnate nei commerci, che muovevano merci per un volume superiore a quello del porto di Bari. Pochi decenni dopo l'opera si sarebbe rivelata insufficiente, tanto da far avanzare la richiesta di un ulteriore ampliamento.
Nella prima metà del XIX secolo, in concomitanza con la concentrazione dei traffici marittimi della Terra di Bari presso il porto del capoluogo, si assisté al declino dei traffici mercantili in partenza da Mola. Di conseguenza, la numerosa marineria molese, iniziò a dedicarsi in misura sempre più preponderante alla pesca d'altura. A ciò si accompagnò un significativo incremento delle imbarcazioni e degli addetti, che nel 1916 ammontavano rispettivamente a 99 e 1011 unità. Lo sviluppo costante della flotta peschereccia molese determinò il superamento, per stazza e numero di uomini impiegati, di altre cittadine pugliesi dalla consolidata tradizione marinara, come Barletta, Trani e Bisceglie, che sino al XVIII secolo avevano mantenuto il predominio nella pesca d'altura.
Come accadeva a tutte le marinerie del basso Adriatico, anche quella molese estendeva l'area della propria azione non soltanto alle acque più prossime alla costa ma si spingeva sino alle coste greche, al Mediterraneo orientale e al nord Africa.
Nel 1886 sorse a Mola la prima cooperativa che riuniva pescatori e marinai, sotto la denominazione di Figli del Mare, e prima del 1909 essa assunse la funzione di società di mutuo soccorso e venne affiancata dalla Società Lavoratori del Mare, pure a tutela della marineria. Nel 1916 venne presentata istanza di realizzazione di una scuola di pesca finalizzata, nelle intenzioni dei promotori, a impartire l'istruzione tecnica ai futuri marinai, in particolare per insegnare loro le potenzialità della navigazione a motore rispetto a quella a vela. Nel 1921 la Società anonima Retificio Molese era l'unica fabbrica di reti da pesca del basso Adriatico ed esportava i suoi prodotti anche all'estero. Negli anni successivi il prolungamento del molo accrebbe la superficie portuale. Un successivo ampliamento è stato compiuto nel 1995 con la costruzione del molo di levante che ha significativamente ampliato le dimensioni del bacino portuale.

## Infrastrutture e trasporti

### Strade
La principale arteria viaria che raggiunge Mola di Bari è la strada statale 16 Adriatica, una superstrada a carreggiate separate che attraversa il territorio comunale parallelamente alla costa, lungo la direttrice Bari-Lecce. La strada, che segue il percorso che un tempo fu della via consolare Traiana e prima ancora della via costiera di epoca preromana, si sviluppa in tangenziale in prossimità del centro urbano e in variante nel tratto a sud fino alla frazione di Cozze (il tracciato precedente, dismesso dall'ANAS, è ora di competenza comunale).
I collegamenti locali sono assicurati anche dalle strade provinciali che si dipartono verso i comuni contigui di Rutigliano, Conversano e Noicattaro. Peculiare è la rete di strade rurali, caratterizzata dalla presenza dei numerosi antichi capodieci, strade vicinali parallele e tra loro equidistanti che solcano l'agro molese dalla linea di costa verso l'interno, fino ai confini del territorio comunale.

### Ferrovie
Il territorio è attraversato anche dalla ferrovia Bari-Brindisi-Lecce, ultimo tratto della ferrovia Adriatica: la stazione di Mola di Bari, inglobata nell'area urbana, è raggiunta dai treni del servizio metropolitano della città di Bari, per alcuni dei quali funge anche da capolinea. La stazione di Cozze, in realtà nel territorio comunale di Polignano a Mare, non è invece aperta al servizio passeggeri, espletando solo funzioni tecniche.

### Porto
Mola di Bari dispone anche di un porto peschereccio e turistico: oltre a circa 350 imbarcazioni da diporto, esso ospita 115 imbarcazioni da pesca per complessive 2.616 tonnellate di stazza lorda, che fanno di quella molese la seconda marineria della città metropolitana e tra le prime dell'intero Adriatico.

## Amministrazione
Fatta salva un'effimera giunta di sinistra negli anni immediatamente successivi al secondo dopoguerra, sino ai primi anni novanta l'amministrazione comunale di Mola di Bari è stata espressione di forze politiche moderate, con monocolori democristiani o giunte centriste di coalizione che solo negli anni ottanta furono allargate al PSI.
La riforma elettorale che introdusse l'elezione diretta del sindaco vide nel 1993 la vittoria di Ernesto Maggi, esponente del MSI e quindi di AN. Con le sue dimissioni (1996), il Comune è stato retto per 14 anni da giunte di centro-sinistra guidate prima da Enzo Cristino e, dal 2005, da Nico Berlen. Nel 2010 gli è succeduto per un quinquennio Stefano Diperna, a capo di una coalizione di centro-destra, seguito dal breve mandato di centro-sinistra di Giangrazio Di Rutigliano. 
Dopo le amministrative del 2018, è diventato sindaco Giuseppe Colonna sostenuto da una coalizione di liste civiche.
| Periodo           | Periodo           | Primo cittadino              | Partito                    | Carica                    | Note |
| ----------------- | ----------------- | ---------------------------- | -------------------------- | ------------------------- | ---- |
| 22 gennaio 1988   | 11 agosto 1990    | Vitantonio Capotorto         | Democrazia Cristiana       | Sindaco                   |      |
| 11 agosto 1990    | 25 settembre 1992 | Vito Antonio Dellegrazie     | Democrazia Cristiana       | Sindaco                   |      |
| 25 settembre 1992 | 24 giugno 1993    | Luigi Varratta               |                            | commissario straordinario |      |
| 24 giugno 1993    | 24 febbraio 1996  | Ernesto Maggi                | MSI-DN, Alleanza Nazionale | Sindaco                   |      |
| 24 febbraio 1996  | 10 giugno 1996    | Stefano Diperna              | Alleanza Nazionale         | vicesindaco               |      |
| 10 giugno 1996    | 19 aprile 2005    | Vincenzo Nicola Cristino     | Democratici di Sinistra    | Sindaco                   |      |
| 19 aprile 2005    | 30 marzo 2010     | Nicola Berlen                | centro-sinistra            | Sindaco                   |      |
| 30 marzo 2010     | 16 giugno 2015    | Stefano Diperna              | centro-destra              | Sindaco                   |      |
| 16 giugno 2015    | 20 aprile 2017    | Giangrazio Di Rutigliano     | centro-sinistra            | Sindaco                   |      |
| 20 aprile 2017    | 25 giugno 2018    | Paola Maria Bianca Schettini |                            | commissario straordinario |      |
| 25 giugno 2018    | 3 maggio 2023     | Giuseppe Colonna             | lista civica               | Sindaco                   |      |
| 3 maggio 2023     | in carica         | Giuseppe Colonna             | centro-sinistra            | Sindaco                   |      |

### Gemellaggi
- Tivat, dal 1969[35]
- Pedrajas de San Esteban, dal 2012
- Bomporto, dal 2013

## Sport
Nel comune ha sede una società di calcio: la Virtus Mola che milita in Eccellenza Pugliese, dopo aver vinto il campionato di Promozione nella stagione 2022/2023.
Per il calcio a 5, la Just Mola nelle stagioni sportive 2016/2017 e 2022/2023 ha vinto il campionato di Serie C2 regionale. Attualmente milita in Serie C1.

La SSD Mola New Basket 2012 disputa il campionato di Serie B di pallacanestro.
Il 9 maggio 2013 da Mola di Bari è partita la 6ª tappa del Giro d'Italia 2013, con arrivo a Margherita di Savoia.
La Sfera, società sportiva dilettantistica di pallavolo, è affiliata alla FIPAV.